# Lez (Rhône)
Pour les articles homonymes, voir Lez.
Le Lez est une rivière affluente du Rhône au  nord de Vaucluse, en provenance de la Drôme provençale.

## Géographie
Il prend sa source au sud-est du Rocher Garaux (1 338 m) qu'il contourne par le nord avant de s'écouler vers le sud. Il rejoint le Rhône qu'il longe de Bollène à Mondragon où il conflue.
La longueur de son cours est de 73,3 km.

## Départements et principales villes traversés
Lui et ses affluents traversent le bassin versant du Lez. Ainsi il dépend de :
- Drôme : Teyssières, Montjoux, Vesc, Roche-Saint-Secret-Béconne, Montbrison-sur-Lez, Taulignan, Colonzelle, La Baume-de-Transit, Suze-la-Rousse, Bouchet, Chamaret, Grignan, Le Pègue, Montségur-sur-Lauzon, Rousset les Vignes, Rochegude, Tulette, Venterol, Vinsobres, Saint-Pantaléon-les-Vignes.
- Vaucluse : Grillon, Richerenches,Valréas, Bollène, Mondragon, Lagarde-Paréol, Mornas.

## Hydrographie

### Principaux affluents
De l'amont vers l'aval (G rive gauche, D rive droite) :
- (D) la Veyssanne,
- (G) le Rieussec,
- (G) la Coronne,
- (G) le Talobre,
- (G) l'Hérin.